# Triaspis thoracica
Triaspis thoracica é uma espécie de insetos himenópteros, mais especificamente de vespas parasíticas pertencente à família Braconidae.
A autoridade científica da espécie é Curtis, tendo sido descrita no ano de 1860.
Trata-se de uma espécie presente no território português.